# Puerto Rico en la Copa Mundial de Futbol Sub-20 de 2015

## Jugadores
| #  | Nombre                | Posición      | Club                       |
| -- | --------------------- | ------------- | -------------------------- |
| 1  | Adam Collin           | Portero       | San Juan FC                |
| 2  | Mike McJohnson        | Defensa       | Seattle Sounders           |
| 3  | Manuel James          | Defensa       | Santo Domingo FC           |
| 4  | Enrique Estrada       | Defensa       | La Habana FC               |
| 5  | Jose Gabriel Arroyo   | Defensa       | Bayamon FC                 |
| 6  | Luis Noble            | Mediocampista | San Juan FC                |
| 7  | Alexis Martin         | Mediocampista | HJK Helsinki               |
| 8  | Roberto Loy           | Mediocampista | San Juan FC                |
| 9  | James Raymond         | Delantero     | San Juan FC                |
| 10 | Arturo Sánchez        | Delantero     | San Juan FC                |
| 11 | Danniel Gonzalez      | Mediocampista | Fiorentina                 |
| 12 | Mark Gillespie        | Portero       | San Juan FC                |
| 13 | Iskander Martinez     | Mediocampista | Pittsburgh FC              |
| 14 | José Enrique Santoral | Mediocampista | Estudiantes Tecos          |
| 15 | Darren Livesey        | Defensa       | San Juan FC                |
| 16 | Arturo Vincent        | Mediocampista | Rubin Kazan                |
| 17 | Fausto Márquez        | Mediocampista | Universidad Interamericana |
| 18 | Julián Félix          | Mediocampista | Universidad de Mayagüez    |
| 19 | Jose Romero           | Delantero     | Hertha Berlin              |
| 20 | Andres Gonzalez       | Delantero     | Ajax Ámsterdam             |
| 21 | Abel Fernández        | Defensa       | Universidad Católica       |
| 22 | Alexander Álvarez     | Defensa       | Arminia Bielefeld          |
| 23 | Juan Romero           | Portero       | Tenerife                   |
| DT | Jose Luis Almeyda     |               |                            |

| Predecesor: Sin participación | Selección de Puerto Rico Copa Mundial de Fútbol Sub-20 de 2015 | Sucesor: - |

- Datos: Q60967425